# Гегидзе, Хатидже Хасановна
Хатидже Хасановна Гегидзе (1927 год, село Легва, Аджарская АССР, ССР Грузия — 2 января 2002 года, село Легва, Кобулетский муниципалитет, Грузия) —колхозница колхоза имени Микояна Кобулетского района Аджарской АССР, Грузинская ССР. Герой Социалистического Труда (1949).

## Биография
Родилась в 1927 году в крестьянской семье в селе Легва Кобулетского района (сегодня — Кобулетский муниципалитет). Окончила местную начальную школу. С 1942 года трудилась рядовой колхозницей на чайной плантации в колхозе имени Микояна Кобулетского района.
В 1948 году собрала 6056 килограмм сортового зелёного чайного листа на участке площадью 2 гектара. Указом Президиума Верховного Совета СССР от 29 августа 1949 года удостоена звания Героя Социалистического Труда за «получение высоких урожаев сортового зелёного чайного листа и цитрусовых плодов в 1948 году» с вручением ордена Ленина и золотой медали «Серп и Молот» (№ 4622).
Этим же указом званием Героя Социалистического Труда были награждены чаеводы колхоза имени Микояна колхозницы Фериде Хусеиновна Катамадзе, Тунтул Юсуповна Такидзе, Хурие Юсуповна Такидзе, Эмина Мевлудовна Месхидзе и Рехима Скендеровна Хахуташвили.
За выдающиеся трудовые достижения по итогам 1950 года была награждена вторым Орденом Ленина.
Проживала в родном селе Самеба Кобулетского района. С 1976 года — персональный пенсионер союзного значения. Умерла в январе 202 года.
Награды
- Герой Социалистического Труда
- Орден Ленина — дважды (1949; 01.09.1951)
- Медаль «За трудовую доблесть» (19.07.1950)